# Miroslav Krleža
Miroslav Krleža   (Zagreb, 7 de juliol de 1893 - Zagreb, 29 de desembre de 1981) (pronunciat [mǐrɔ̝slav̞ kř̩le̞ʒa] va ser un escriptor iugoslau i croat que es considera el més gran escriptor croat del segle xx. Va escriure obres notables en tots els gèneres literaris, incloent poesia (Balades de Petrica Kerempuh, 1936), teatre (Srs. Glembay, 1929), contes (Croat God Mars, 1922), novel·les (El retorn de Philip Latinowicz, 1932; A la vora de la raó, 1938) i un diari íntim. El seu tema recurrent és la hipocresia i el conformisme burgesos a l'Imperi Austrohongarès i al Regne de Iugoslàvia. Krleža va escriure nombrosos assaigs sobre problemes de l'art, la història, la política, la literatura, la filosofia i l'estratègia militar, i era conegut com un dels grans polemistes del segle. El seu estil combina llenguatge poètic visionari i sarcasme.
Krleža va dominar la vida cultural de Croàcia i Iugoslàvia durant mig segle. Un "comunista fet a si mateix", havia estat durament criticat en els cercles comunistes als anys trenta per la seva negativa a sotmetre's als principis del realisme socialista. Després de la Segona Guerra Mundial, va ocupar diversos càrrecs culturals a la Iugoslàvia socialista, i sobretot va ser l'editor de l’Institut Lexicogràfic Iugoslau i un assessor constant en afers culturals del president Tito. Després de la ruptura amb Stalin, va ser el seu discurs al Congrés d'Escriptors iugoslaus de 1952 el que va assenyalar una nova era de llibertat en la literatura iugoslava.

## Biografia
Miroslav Krleža va néixer a Zagreb. Es va matricular en una escola militar preparatòria a Pécs, actualment a Hongria. En aquell moment, Pécs i Zagreb estaven dins de l'Imperi Austrohongarès. Posteriorment, va anar a l'acadèmia militar de Ludoviceum a Budapest. Va desertar de Sèrbia, però va ser acomiadat per ser sospitós d'espia. Al seu retorn a Croàcia, va ser relegat a l'exèrcit austrohongarès i enviat com un soldat comú al capdavant oriental en la Primera Guerra Mundial. En el període posterior a la Primera Guerra Mundial, Krleža es va establir com un important escriptor modernista i figura políticament controvertida a Iugoslàvia, un país de nova creació que abastava les terres eslaves del sud de l'antic Imperi dels Habsburg i els regnes de Sèrbia i Montenegro.
Krleža va ser el motor de les revisions literàries i polítiques d'esquerra Plamen (La Flama) (1919), Književna republika (República Literària) (1923–1927), Danas (Avui) (1934) i Pečat (1939–1940). Va ser membre del Partit Comunista de Iugoslàvia des de 1918, expulsat el 1939 per les seves opinions poc ortodoxes sobre l'art, en defensa de la llibertat artística contra la doctrina realista socialista, i la seva falta de voluntat de donar suport obert a la Gran Purga, després de la llarga polèmica ara coneguda com "el Conflicte de l'Esquerra Literària", perseguida per Krleža amb pràcticament tots els escriptors importants del Regne de Iugoslàvia. El comissari del Partit enviat per a mitjançar entre Krleža i altres revistes d'esquerra i del partit va ser Josip Broz Tito.
Després de l'establiment de l'estat independent titella nazi de Croàcia sota Ante Pavelić, Krleža es va negar a unir-se als partisans ara encapçalats per Tito. Després d'un breu període d'estigmatització social després de 1945, durant el qual, no obstant això, es va convertir en un vicepresident molt influent de l'Acadèmia Iugoslava de Ciències i Arts de Zagreb, mentre que la principal editorial estatal de Croàcia, Nakladni zavod Hrvatske, va publicar el seu recull d'obres – i Krleža va ser finalment rehabilitat. Amb el suport de Tito, el 1950 Krleža va fundar l'Institut Iugoslau de Lexicografia, ocupant-ne el càrrec fins a la seva mort. L'institut portaria el seu nom pòstum, i ara s'anomena Institut de Lexicografia Miroslav Krleža.
A partir de 1950, Krleža va portar la vida d'un escriptor i intel·lectual d'alt perfil, sovint estretament relacionat amb Tito. També va ocupar breument el càrrec de president del sindicat d'escriptors iugoslaus entre 1958 i 1961. El 1962 va rebre el premi NIN per la novel·la Zastave, i el 1968 el premi Herder.
Després de la mort de Tito el maig de 1980 i de Bela Krleža l'abril de 1981, Krleža va passar la major part dels seus últims anys de la seva vida amb problemes de salut. Va ser guardonat amb el Premi Internacional Botev el 1981. Va morir a la seva Villa Gvozd a Zagreb, el 29 de desembre de 1981 i va rebre un funeral d'estat en aquesta ciutat el 4 de gener de 1982. El 1986, Villa Gvozd va ser donada a la ciutat de Zagreb. Va ser oberta al públic l'any 2001, però està temporalment tancada a causa dels danys del terratrèmol de Zagreb de 2020 a partir de 2021.

## Obres

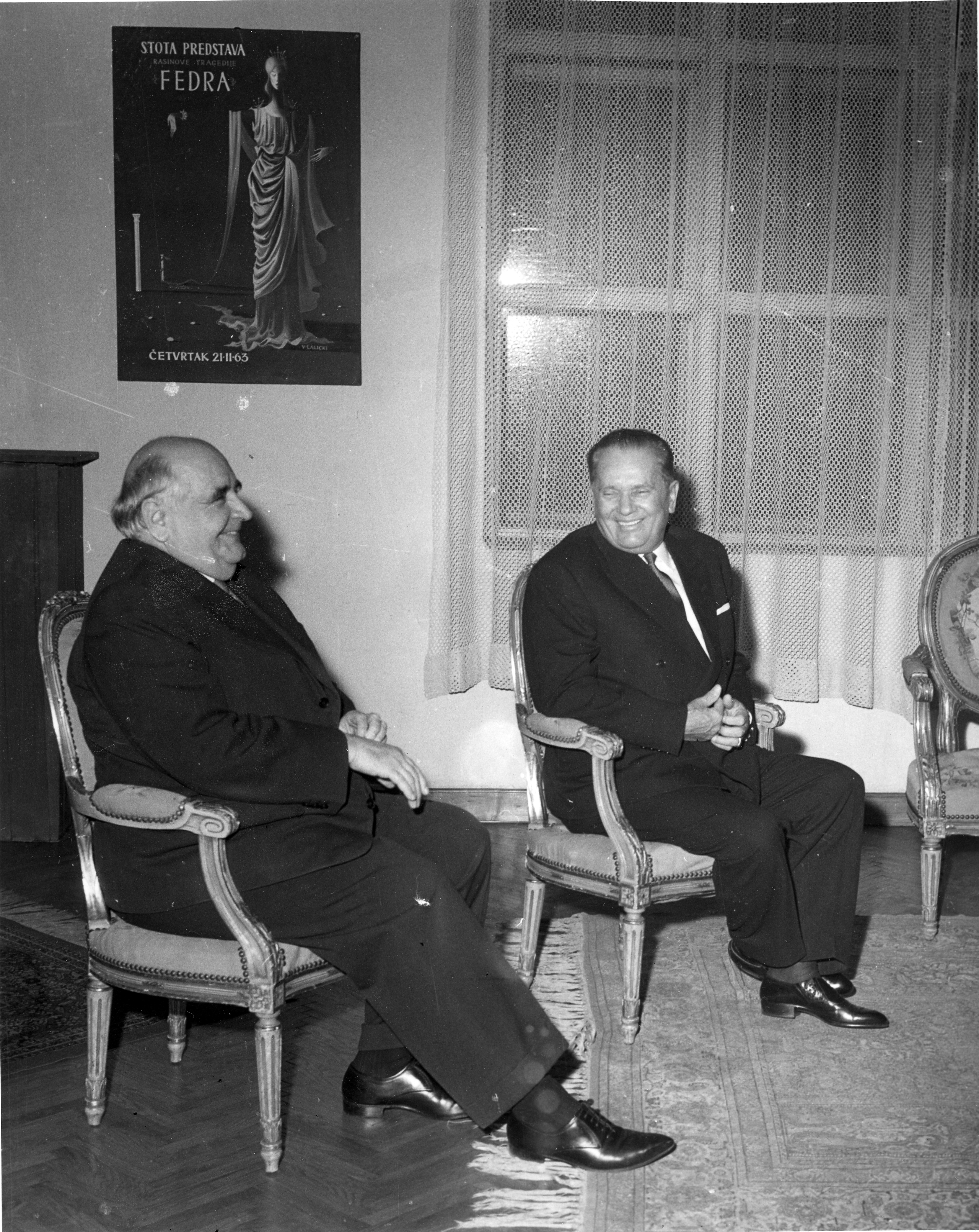
Krleža amb el president Josip Broz Tito

Les influències formatives de Krleža inclouen el drama escandinau, el simbolisme francès i l'expressionisme i el modernisme austríac i alemany, amb autors clau com Ibsen, Strindberg, Nietzsche, Karl Kraus, Rilke i Proust.
L'obra de Krleža es pot dividir en les següents categories:

### Poesia
Tot i que la poesia lírica de Krleža es té en gran consideració, la seva obra poètica més gran és Balade Petrice Kerempuha (Balades de Petrica Kerempuh), que abasta més de cinc segles i se centra en la figura del profeta plebeu, el croata Eulenspiegel.

### Novel·les
L'obra novel·lística de Krleža consta de quatre obres: Povratak Filipa Latinovicza (El retorn de Philip Latinowicz), Na rubu pameti (A la vora de la raó), Banket u Blitvi (El banquet a Blitva) i Zastave (Els estendards). La primera és una novel·la sobre un artista, una novel·la escrita abans de les Nàusees de Sartre. On the Edge of Reason i The Banquet in Blitva són essencialment sàtires polítiques sobre idees (aquest últim situat en un país bàltic imaginari i anomenat poema polític), saturat de l'atmosfera de totalitarisme omnipresent, mentre que The Banners ha estat batejat amb raó una "Guerra i pau de Croàcia". És una visió panoràmica en diversos volums de la societat croata (i d'Europa central) abans, durant i després de la Primera Guerra Mundial, que gira al voltant del tema prototípic dels pares i fills en conflicte.

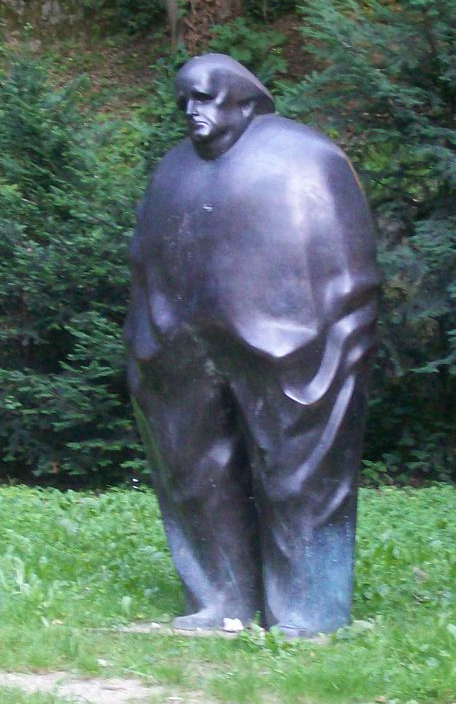
Un monument de bronze a Miroslav Krleža, creat per Marija Ujević-Galetović, es va col·locar l'any 2004 prop de la casa on va viure durant 30 anys prop de Gornji Grad, Zagreb, Croàcia

### Contes i novel·les
La col·lecció més notable de contes de Krleža és el llibre contra la guerra Hrvatski bog Mars (Déu croat Mart), sobre la sort dels soldats croats enviats a l'escorxador dels camps de batalla de la Primera Guerra Mundial.

### Reproduccions
El principal interès artístic de Krleža es va centrar en el drama. Va començar amb obres expressionistes experimentals com Adam i Eva i Michelangelo Buonarroti, que tractaven les passions definidores de figures heroiques, però finalment es va decantar per obres naturalistes més convencionals. El més conegut és Gospoda Glembajevi (Els Glembays), un cicle que tracta sobre la decadència d'una família burgesa. Golgota és una altra obra, de caràcter polític.

### Diaris i memòries
Les memòries i els diaris de Krleža (especialment Davni dani (Els temps antics) i Djetinjstvo u Agramu (Infància a Zagreb)) són documents fascinants sobre el creixement i l'expansió de l'autoconsciència, lluitant amb el món exterior i el jo interior mutable. Altres obres, com Dnevnici (Diaris) i Zapisi iz Tržiča (Notes de Tržič) publicades pòstumament, relaten múltiples impressions (estètiques, polítiques, literàries, socials, personals, filosòfiques) que una consciència inquisitiva ha registrat durant una època de més de mig segle.

## Obres seleccionades
- Hrvatski bog Mars (1922)
- Gospoda Glembajevi (1928)
- Povratak Filipa Latinovicza (1932)
- Balade Petrice Kerempuha (1936)
- Na rubu pameti (1938)
- Banket u Blitvi (1939)
- Zastave (1962)